# Dan Ben-Amotz

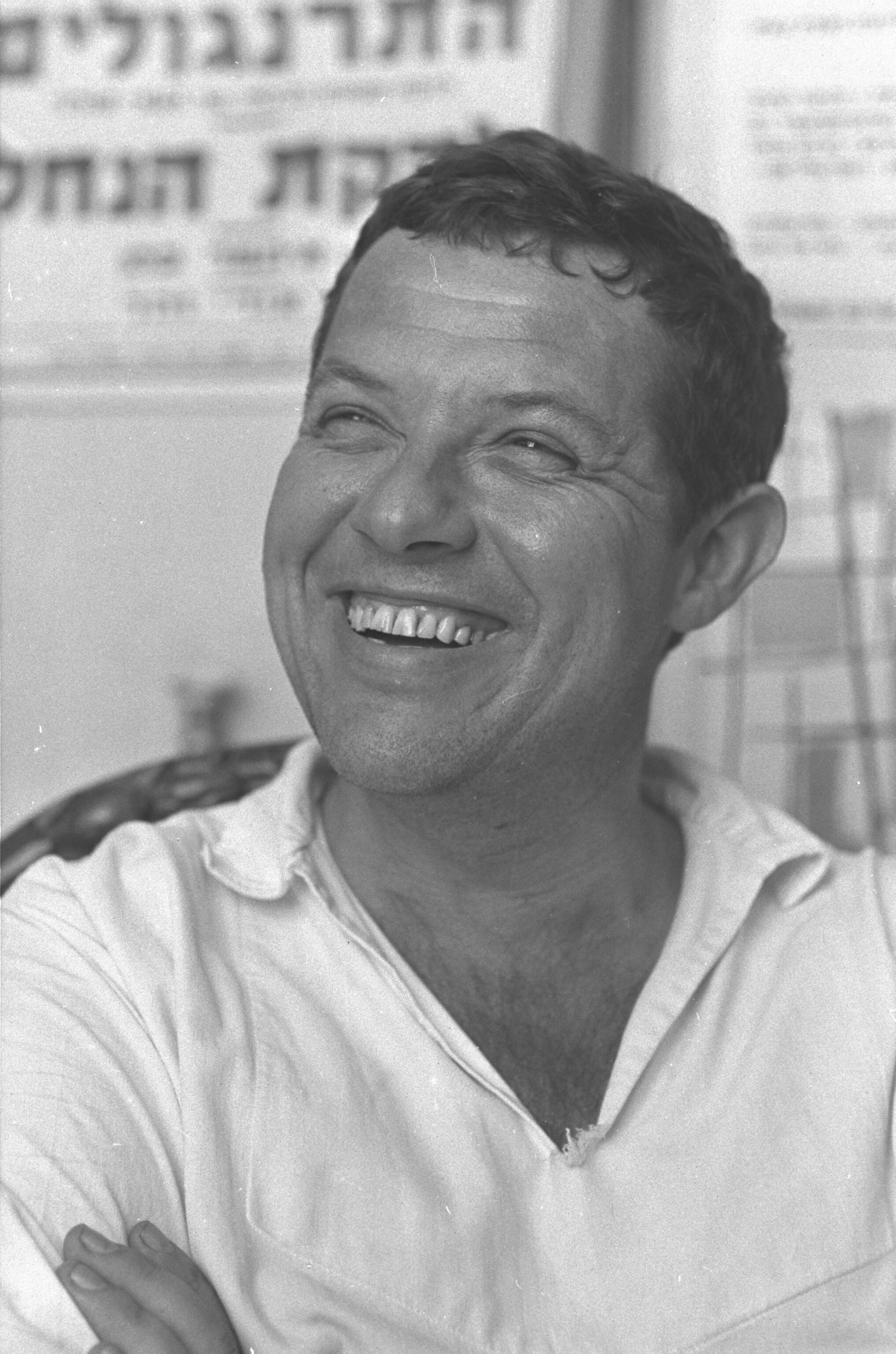
Dan Ben-Amotz im Jahr 1961

Da(h)n Ben-Amotz (hebräisch דן בן-אמוץ), ursprünglich Moshe Tehilimsoger, (geboren am 13. April 1924 in Równe, Polen, heute Ukraine; gestorben am 20. Oktober 1989 in Tel Aviv-Jaffa) war ein israelischer Autor, Journalist und Hörfunkmoderator. Er gilt als einer der Begründer des Sabre-Mythos in Israel und als Verfechter und Dokumentar des Sabre-Jargons.

## Leben
Ben-Amotz wurde im Jahr 1938 von seinen Eltern, die später im Holocaust starben, nach Palästina geschickt. Er kam in das Kinder- und Jugenddorf Ben Schemen; dort war Schimʿon Peres sein Mentor. Um sich den Anschein eines Sabre zu geben, änderte er seinen Namen in Mosche Schimʿoni. In den 1940er Jahren schloss er sich dem Palmach an und änderte seinen Namen schließlich in Dan Ben-Amotz.
Ben-Amotz kämpfte 1947/48 im Palästinakrieg und wurde 1948 als Emissär und Journalist nach Paris entsandt. Anschließend ging er in die USA. In Hollywood machte er die Bekanntschaft der Schauspieler Marlon Brando und Blackie Dammett, durch deren Vermittlung er 1951 eine Statistenrolle in Elia Kazans Film Endstation Sehnsucht erhielt. Mitte der 1950er Jahre kehrte er nach Israel zurück und arbeitete von da an beim staatlichen Hörfunk. Er moderierte insbesondere den satirischen Wochenrückblick Drei Männer in einem Boot. Außerdem schrieb er Glossen und politische Essays für mehrere Zeitungen sowie Romane, Kurzgeschichten und humoristische Bücher. In nahezu allen seinen Werken setzte er Ausdrücke des israelischen Jargons („Slang“) als Stilmittel ein und war einer der ersten hebräischen Schriftsteller, die als Vertreter der Popkultur galten.
Im Jahr 1980 wurde bei Ben-Amotz Leberkrebs diagnostiziert. Anlässlich einer Polenreise und seines Besuchs des KZ Auschwitz wurde publik, dass er polnische Wurzeln hatte und nicht in Israel geboren war. Am 8. April 1989 gab Ben-Amotz eine Abschiedsfeier in Jaffa, zu der 150 Gäste geladen waren, darunter zahlreiche Prominente wie der Theaterregisseur Jaʿaqov Agmon, die Schauspielerin Gila Almagor, die Musiker Shlomo Artzi, Nurit Galron und Jehudit Ravitz, der Autor, Maler und Bildhauer Amos Kenan, der Politiker Josef Lapid und die Schriftsteller Amos Oz und Meʾir Schalev. Dan Ben-Amotz starb am 20. Oktober 1989 in Jaffa und ist dort begraben.

## Rezeption
Im Jahr 1956 veröffentlichte Ben-Amotz mit dem Liedtexter und Schriftsteller Haim Hefer Jalquṭ ha-Qsavim (A bag of fibs), eine Sammlung von Kurzgeschichten über die Zeit der zionistischen Untergrundarmee Hagana. Bis 2009 erfuhr das Buch mehrere Neuauflagen.
Im Jahre 1962 erschien seine mit autobiographischen Zügen versehene Kurzgeschichte Parents Meeting über Einwandererschicksale in Israel. Diese hatten keinen hohen Stellenwert in der israelischen Literatur jener Zeit, die sich überwiegend als Sprachrohr einer von Idealen getragenen Gesellschaft standhafter Pioniere begriff. 
1972 gab Ben-Amotz mit Netiva Ben-Jehuda ein Wörterbuch der israelischen Umgangssprache heraus, das 1992 fortgesetzt und als Referenzwerk zum gesprochenen Hebräisch betrachtet wurde.
Im Januar 1992 veröffentlichte Amnon Dankner eine Biographie Ben-Amotz'. Darin wird unterstellt, dieser habe im Alter von 13 Jahren ein inzestuöses Verhältnis zu seiner Mutter unterhalten.
Im Jahr 2005 startete die hebräische Online-Zeitung Ynet eine Umfrage nach den 200 bedeutendsten Israelis, in der Ben-Amotz Platz 140 belegte.

## Werke (Auswahl)
Drehbücher
- Gilberto Tofano (Regie): Matzor. 1968.
- Uri Zohar (Regie): Loch im Mond. 1964.
- Otto Preminger (Regie): Exodus. 1960.

Bücher
- Arbaʿa we-arbaʿa (Four and Four). Stories, Sifrijjat Poʿalim, 1950.
- Jalquṭ ha-Qsavim (A Bag of Fibs),  mit Chaim Hefer. HaKibbutz HaMeʾuchad, 1956.
- Ma nischma (What's New). Achiassaf, 1959.
- Ejch laʿassot ma (How to Do What). Amiqam, 1962.
- Liskor we-lischkoach (To Remember and Forget). Roman,  Amiqam, 1968; auf Deutsch: Masken in Frankfurt. Melzer, Darmstadt 1970 sowie zuletzt Bleicher, Gerlingen 1999, ISBN 3-88350-742-3.
- Millon ʿolami le-ʿivrit medubberet (The World Dictionary of Hebrew Slang), mit Netiva Ben-Jehuda. Bd. 1 Levin-Epstein, 1972, Bd. 2 Zmora-Bitan, 1982.
- Lo ssam sajin (Don't Give a Damn). Roman, Bitan, 1973.
- Jofi schel Milchama (A Lovely War). Roman, Bitan, 1974.
- Sijjunim se lo ha-kol (Screwing Isn't Everything). Roman, Metziot, 1979.
- Sijunjunei ha-derech (Sequel to: Screwing Isn't Everything). Roman, Zmora-Bitan-Modan/Metziot, 1981.
- Sippurim po Sippurim scham (Stories Here, Stories There). Zmora-Bitan-Modan/Metziot, 1982.
- Sippurei Abu-Nimer (Abu Nimer's Stories). Zmora-Bitan/Metziot, 1982.
- Ma nischma: schnot ha-50, schnot ha-60 (What's New: in the 1950s and 1960s). Zmora-Bitan/Metziot, 1989.

Theaterstücke
- Little old Tel-Aviv. Tel-Aviv 1980.
- eine Dramatisierung von John Steinbecks Roman Von Mäusen und Menschen (Of mice and men).

## Rollen
- Statist – Elia Kazan (Regie): Endstation Sehnsucht. 1951.
- Architekt – Michal Bat-Adam (Regie): Augenblicke der Zärtlichkeit. 1979.